# Třetí Československá republika
Třetí Československá republika označuje politický systém poválečného období Československa v letech 1945–1948 (následující po první republice, jež skončila Mnichovskou konferencí, a druhé republice, končící vyhlášením slovenské samostatnosti 14. března 1939 a následným zřízením Protektorátu Čechy a Morava). Za datum oficiálního ustavení politického systému lze považovat jmenování vlády Československé republiky v Košicích 4. dubna 1945, někdy též bývá uváděno datum ustavující schůze Prozatímního národního shromáždění, tedy 28. října 1945. Základem celého politického systému řízené demokracie (dobově lidové demokracie) byla organizace Národní fronty Čechů a Slováků, která se otevřeně distancovala od pomnichovského a též od prvorepublikového vývoje. Stejně jako režim druhé republiky i toto období doprovází různé totalitní prvky. Smlouva o přátelství, vzájemné pomoci a poválečné spolupráci mezi Československem a Svazem sovětských socialistických republik předznamenala radikální změnu československé zahraničněpolitické orientace.
Již v červenci 1947 sovětský diktátor Stalin zasáhl vůči československé účasti na Marshallově plánu, negována byla i Benešova koncepce tzv. „mostu“ mezi Východem a Západem, čímž nebyla uskutečněna ani spojenecká smlouva s Francií. Moskva vyjádřila pochybnosti o deklarované parlamentní cestě k socialismu a následně vyzvala KSČ k urychlenému převzetí moci. Komunistům se nakonec v únoru 1948 podařilo nekomunistické strany vyprovokovat k pokusu o změnu dosavadní koaliční vlády Klementa Gottwalda a situaci využili k politickému převratu. Československo se tak stalo součástí sovětské zájmové sféry a posléze i Stalinova mocenského bloku.

## Předurčení dalšího vývoje
Stalin usiloval o to, aby po válce vznikla na západní hranici Sovětského svazu "zóna bezpečnosti", pás států pod sovětským vlivem; sem mělo patřit i Československo. Oprášil též své předválečné plány na ovládnutí celého světa ve jménu socialistické revoluce. Exilový československý prezident Edvard Beneš byl spolupráci se Sovětským svazem nakloněn. Západní spojenci ho v době Mnichovské krize zklamali a i v průběhu války se stavěli k otázce poválečného obnovení Československa zdráhavě. Stalin naproti tomu počítal s obnovou Československa v předmnichovských hranicích. Beneš se tedy v prosinci 1943 vydal do Moskvy. Věřil, že Stalin udrží na uzdě komunisty a postupně svoji říši demokratizuje.
Dne 12. prosince 1943 uzavřel Beneš v Moskvě smlouvu o přátelství, vzájemné pomoci a poválečné spolupráci mezi Československem a Svazem sovětských socialistických republik, která fakticky předurčila další vývoj. Sovětský svaz měl od této chvíle nejdůležitější vliv na formování československého politického systému a pro obnovující se stát znamenala smlouva radikální změnu československé zahraničně politické orientace. Poslední dokument v příloze „Dohoda o poměru mezi československou správou a sovětským vrchním velitelem po vstupu sovětských vojsk na československé území mezi Vládou Republiky Československé a Svazem Sovětských Socialistických Republik” z 8. května 1944 v článku 1 stanovila, že jakmile sovětská vojska v důsledku válečných operací vstoupí na československé území, připadne zde nejvyšší moc vrchnímu veliteli sovětských vojsk. K oficiálnímu ustanovení nového politického systému došlo 4. dubna 1945, když prezident republiky Edvard Beneš, čerpající svou legitimitu z exilového státního zřízení, jmenoval v Košicích vládu Československé republiky, jež předem dohodl na moskevských jednáních. Dne 5. dubna 1945 přednesla vláda svůj program (Košický vládní program), který dláždil cestu k únoru 1948.[zdroj?]
Vůdcové Komunistické strana Československa (KSČ) v čele s Klementem Gottwaldem a Rudolfem Slánským Stalinovy plány znali a připravovali se na převzetí moci a nastolením diktatury.

## Nástup vlády a převzetí moci
V květnu 1945, na samém konci druhé světové války, propuklo na území Protektorátu Čechy a Morava povstání, nazývané Květnové povstání českého lidu. Hlavní boje trvaly do 8. května, kdy velitel německých sil v Praze podepsal kapitulaci a začal své jednotky stahovat z Prahy. Sporadické přestřely pokračovaly na různých místech v Čechách až do 20. května. V ranních hodinách 9. května dorazily do Prahy jednotky Rudé armády.
V letech 1938―1945 zahynuly v důsledku nacistického útlaku desetitisíce občanů Československa, nejvíce z nich (asi 335 000 lidí) v koncentračních táborech. Nejvíce obětí bylo mezi Židy. Dále bylo sovětskou kontrarozvědkou Směrš a tajnou službou NKVD nezákonně odvlečeno do Sovětského svazu na 100 000 československých občanů, především Slováků. Sověti je považovali za zrádce či kolaboranty, v drtivé většině případů ale šlo o nevinné lidi. Odvezení byli do gulagů, domů se začali vracet až po roce 1953. Vrátilo se však jen malé procento. V létě 1945 mělo Československo 10 milionů obyvatel, nepočítaje v to Němce a Maďary určené k odsunutí.
10. května přiletěla z Košic Fierlingerova vláda a okamžitě se chopila moci. Ještě téhož dne měla první zasedání, společně s předsednictvem odbojové České národní rady (ČNR). 16. května přijel do Prahy předválečný prezident Edvard Beneš a znovu se ujal úřadu prezidenta.
ČNR se záhy stala terčem kritiky ze strany Sovětů a komunistů. Uzavření dohody s velením německých jednotek v Praze o jejich stažení na západ Sověti považovali za  porušení ustanovení německé kapitulace podepsané v Remeši. Další kritika byla směrována na vyjednávání s Ruskou osvobozeneckou armádou, jejíž příslušníky Sověti považovali za zrádce. Tato kritika a obvinění se v pozdější době staly základem pro perzekuci některých členů ČNR. 
Komunisté dále prosazovali, aby americká armáda odešla ze západních Čech co nejdříve, naproti tomu Rudá armáda měla zůstat. Prezident Beneš i vrchní velitel spojeneckých sil generál Eisenhower nesouhlasili; prosadili, aby se obě armády stáhly ve stejný čas. 15. listopadu se v Praze konalo rozloučení s rudoarmějci, 20. listopadu se v Plzni konalo obdobné rozloučení s americkou armádou. Americké i sovětské jednotky opustily Československo do konce listopadu 1945. Zůstaly jen vojenské mise a stovky agentů tajných služeb, vesměs sovětských.

### Systém vlády
Státní režim Československa v letech 1945–1948, označovaný dobově za lidově demokratický, se vyznačoval omezenou pluralitou (pluralitní demokracií), neexistencí opozice (strany Národní fronty Čechů a Slováků), výraznou mobilizací veřejnosti, etatizací na podkladě ideologických potřeb, mimořádným soudnictvím, infiltrací mocenské KSČ s totalitními záměry, nastartováním řady procesů charakteristických pro komunistický režim po roce 1948: jednotná všeodborová ústředna (Ústřední rada odborů), jednotná zemědělská organizace (Jednotný svaz českých zemědělců), jednotná mládež a tělovýchova (Ústřední národní tělovýchovný výbor), jednotná branná výchova (Svaz brannosti), atd.

1. fáze „národně socialistická“ (květen 1945 – květen 1946) – omezení politické soutěže, konfiskace majetku a jeho znárodnění, devastace střední třídy, zbavení většiny neslovanského obyvatelstva státního občanství, likvidace samosprávy apod.;
2. fáze zdánlivého vyrovnávání sil (polovina 1946 – polovina 1947) – postupná zdánlivá emancipace a růst sebevědomí nekomunistických stran, pečlivá a důkladná infiltrace KSČ do rozhodujících státních institucí a významných společenských sektorů;
3. fáze střetů vrcholící Únorem – přechod ke kvalitativně vyšší vývojové etapě dějin komunistické vlády.
Stanislav Balík: Únor 1948 – zlom nebo kontinuum?
Předsednictvo vlády sestávalo z předsedy vlády (Zdeněk Fierlinger) a pěti jeho náměstků (ze zástupců stran NF). Předsednictvo představovalo výkonný orgán vlády a především vrcholný politický orgán státu, rozhodovalo o všech důležitých politických otázkách vlády i státu. Do zřízené Národní fronty Čechů a Slováků byly připuštěny tyto strany: v Čechách a v zemi Moravskoslezské Komunistická strana Československa (KSČ), Československá strana lidová (ČSL), Československá sociální demokracie (ČSD) a Československá strana národně socialistická (ČSNS); na Slovensku Demokratická strana (DS), Komunistická strana Slovenska (KSS), později ještě Strana práce (SP) a Strana slobody (SS). Agrární strana (největší předválečná politická strana v Čechách a na Moravě) a Slovenská ľudová strana byly obviněny z kolaborace s nacisty a zakázány.
Národní fronta sama rozhodovala o připouštění nových politických stran, teprve po svolení NF mohl novou stranu připustit ministr vnitra. Základní podmínkou pro obdržení souhlasu NF byl souhlas s programem vlády, tímto způsobem nemohla vzniknout legální opozice. Každá strana, která by do opozice odešla (byla z vlády vyloučena), automaticky ztrácela členství v NF, následně ji byl povinen ministr vnitra rozpustit. Na některé oblasti vyhlásila NF zákaz kritiky (tabuizaci) nejen stranám, ale i tisku a společenským organizacím, zejména se jednalo o vztah k SSSR, k jeho vnitřní a zahraniční politice, znárodnění průmyslu, vládní program, též projevy a činnost prezidenta. Komunisté navíc NF předkládali všechna rozhodnutí vlády a jejich návrhy zákonů, přičemž mělo být samozřejmostí, že všichni poslanci je odhlasují v předložené podobě. Národní fronta tak stála nad parlamentem a neexistovala žádná demokratická kontrola její moci. Levicové strany uvnitř fronty úzce spolupracovaly v rámci takzvaného „Socialistického bloku”.
Na Slovensku fungoval asymetrický model správy: Česká národní rada byla přeměněna na Zemský národní výbor, ale Slovenská národní rada a Sbor pověřenců zůstaly zachovány; české země tedy řídila vláda, jež byla jinak příslušná i pro celou republiku. Ve volbách v květnu 1946 komunistická strana na Slovensku neuspěla tak, jak by si byla přála (asi 60 % získala Demokratická strana, 30 % Komunistická strana Slovenska). Následovalo výrazné omezení pravomoci slovenských národních orgánů tzv. III. pražskou dohodou z 28. června 1946.

### Odsun německého obyvatelstva a Maďaři
Nacionální mobilizace spojená s přípravou a provedením odsunu představovala pro KSČ jeden z velmi důležitých nástrojů poválečného období. Komunisté využili naladění nižších vrstev české společnosti, jimž mohli po plošném vysídlení původního, německy hovořícího obyvatelstva nabídnout vyhlídku na lepší materiální zajištění a vzestup prestiže. V pohraničních územích tak došlo k radikální změně národnostní skladby obyvatelstva, která ve spojení s přeměnou vlastnických vztahů, společenských struktur a kulturního prostředí pro KSČ znamenala důležitý krok k naplnění jejích strategických cílů.
K nejtvrdším zásahům proti německému obyvatelstvu došlo na přelomu května a června 1945, jednalo se o plošné vyhnání tří milionů německého obyvatelstva. Vzhledem k tomu, že spojenci přistupovali k odsunu dosti zdrženlivě, mířily transporty hlavně do sovětské okupační oblasti v Německu. Odsun byl řízen československou armádou, ale podílely se na něm i vznikající národní výbory, Revoluční gardy a další různé ozbrojené formace (např. partyzánské oddíly).
S odsunem maďarského obyvatelstva ze Slovenska vláda neuspěla. Maďaři byli zbavováni hlavně státního občanství a podrobeni reslovakizaci nebo nucenému přesídlení do českého pohraničí. Československo usilovalo o dohodu, na jejímž základě by obě země provedly vzájemnou výměnu obyvatelstva slovenské a maďarské národnosti, kterou oba státy podepsaly v únoru 1946. Územím státu se přesouvaly oddíly (sotně) UPA – banderovci.
Přesidlování na Slovensko. Podle rozhodnutí o přesídlovacím programu od 7. října t. r. do zimní přestávky, která by nastala pravděpodobně 24. prosince, má se uskutečnit odsun asi 6.000 přesídlenců, nenastanou-li nové obtíže. Dosud přišlo z Maďarska 35.000 přesídlenců legálně a 7.000 pod tlakem poměrů.
Národní obroda, 18. 10. 1947
S přesídlením zbývajícího německého obyvatelstva v pohraničních obcích do vnitrozemí počítala vláda od jara 1948. Jednalo se hlavně o přesídlení do okresů: Benešov, Beroun, Brandýs n. Labem, Český Brod, Čáslav, Kutná Hora, Jílové, Kamenice n. L., Kladno, Kolín, Kralupy, Ledeč n. S., Louny, Mělník, Milevsko, Nymburk, Pelhřimov, Poděbrady, Praha venkov, Příbram, Rakovník, Říčany, Roudnice n. L., Sedlčany, Slaný, Tábor, Vlašim. O pracovní síly německé národnosti se mohly ucházet firmy s nedostatkem pracovních sil a se sídlem v některých z uvedených okresů. Podmínkou bylo, že musely zajistit ubytování pro celou přesídlenou rodinu. Nejzávažnější etapa zásahů státní moci do populačních a sídelních struktur končila až začátkem 50. let.

### Retributivní justice a očistné komise
Československá poválečná retribuce je považována za jednu z nejpřísnějších v Evropě. Dnem 19. června 1945 byly na podkladě tzv. velkého retribučního dekretu 16/1945 Sb. zřizovány mimořádné lidové soudy k potrestání nacistických zločinců, zrádců a jejich pomahačů. Očistné komise pro přezkoumání činnosti veřejných zaměstnanců, zřizované podle dekretu prezidenta republiky ze dne 4. října 1945, měly zkoumat a potrestat porušení věrnosti vůči Československé republice nebo českému nebo slovenskému národu, popřípadě prohřešky proti národní cti anebo proti povinnosti národní soudržnosti vůči příslušníkům českého nebo slovenského národa, ve smyslu služebního přečinu.
Lidový soud sestával z jednoho soudce profesionála a čtyř laických přísedících. Soudní řízení měla probíhat nejpozději do tří dnů. Pro potrestání státního prezidenta a členů protektorátních vlád, členů ústředního vedení Vlajky, členů Kuratoria pro výchovu mládeže, členů výboru a činovníků České ligy proti bolševismu, vedoucích činovníků Národní odborové ústředny zaměstnanců a Svazu zemědělství a lesnictví, novinářů a politických osob ve vedoucím postavení, atp. zřídil prezident dekretem č. 17/1945 Sb. Národní soud. Dekret prezidenta č. 138/1945 Sb. pak upravoval provinění proti národní cti (tzv. malý retribuční dekret).
Proti rozsudku Národního soudu není opravných prostředků. Žádost o milost kýmkoliv podaná nemá odkladného účinku. Trest smrti se vykoná zpravidla do dvou hodin po vyhlášení rozsudku. Na výslovnou prosbu odsouzeného možno lhůtu prodloužit o další hodinu. Konalo-li se řízení v nepřítomnosti obžalovaného, provede se rozsudek smrti do 24 hodin po dopadení odsouzeného. Národní soud může rozhodnout, aby se trest smrti vykonal veřejně. Učiní tak zejména, když surový způsob, jímž byl zločin spáchán, nebo zvrhlá povaha pachatele, počet jeho zločinů nebo jeho postavení si žádá veřejného výkonu rozsudku. V tomto případě může soud, aby se veřejnost výkonu trestu zajistila, prodloužit lhůtu dvou hodin, ne však na více než na 24 hodiny.
Národní obroda, 13.07.1945
Retribuční soudnictví se odchylovalo od soudní praxe v procesních otázkách, proti rozsudku mimořádných soudů nebylo možné využít opravných prostředků, trest smrti byl prováděn do dvou hodin po vynesení rozsudku, žádost o milost neměla v ČSR odkladný účinek. Všechny retribuční dekrety porušovaly zásadu nulla poena sine lege, trestaly činy retroaktivně. Zároveň retribuční soudnictví bylo v kolizi se záměrem co nejrychleji vyhnat všechny československé Němce.
V lednu 1946, kdy se mělo započít s tzv. spořádaným odsunem, se nacházelo kolem 20 až 30 tisíc Němců čekajících na soudní proces v internačních táborech (místo v soudních věznicích), což znamenalo ponechat na území do ukončení soudů i jejich rodiny. Za tímto účelem muselo ministerstvo vnitra ČSR 4. března 1946 vydat směrnice, kterými přizpůsobilo „provádění opatření proti Němcům požadavku účelnosti a prospěchu republiky”.
§ 5. Složení očistných komisí.
(1) Očistné komise a vrchní očistné komise jednají a usnášejí se v senátech, jež se skládají z předsedy očistné komise nebo jeho náměstka a dvou přísedících. Při jejich složení jest dbáti toho, aby předseda a jeden přísedící byl práva znalý. Nejméně jeden člen očistné komise buď vzat z onoho oboru veřejné správy a, pokud možno, z oné zaměstnanecké kategorie (skupiny), k nimž náleží obviněný.
(2) Je-li obviněný příjemcem vojenských zaopatřovacích požitků, budiž nejméně jeden člen očistné a vrchní očistné komise vzat ze zástupců vojenské správy.
(3) Při sestavování senátů očistných komisí (vrchních očistných komisí) buď přihlíženo k tomu, aby předsedou byl podle možnosti občanský nebo vojenský soudce.
Dekret presidenta republiky o očistných komisích pro přezkoumání činnosti veřejných zaměstnanců č. 105/1945 Sb.

Mimořádnými lidovými soudy bylo za válečné zločiny do roku 1948 odsouzeno k smrti více než 730 lidí (to je 60 % z celkového počtu lidí popravených v letech 1918–1989), z nich 475 Němců. Poprava několika desítek osob byla provedena veřejně.. Popraveni byli mimo jiné státní ministr pro Protektorát Čechy a Morava Karl Hermann Frank, zastupující říšský protektor v Čechách a na Moravě Kurt Daluege, nebo velitel koncentračního tábora v Malé pevnosti v Terezíně Heinrich Jöckel. Na popravišti skončili bývalí parašutisté Karel Čurda a Viliam Gerik, kteří po vysazení do protektorátu spolupracovali s Gestapem. K trestu smrti byli odsouzeni tito kolaborantští novináři: Rudolf Novák, Antonín Jaromil Kožíšek, Alois Kříž, Vladimír Krychtálek a Karel Werner; Jaroslav Křemen a Emanuel Vajtauer. Kromě Křemene a Vajtauera byli i popraveni.
Potrestána byla i většina představitelů protektorátní vlády - například její první předseda Rudolf Beran byl ve zmanipulovaném procesu odsouzen k 20 letům vězení, poslední premiér Richard Bienert dostal tři roky, ministr obrany Jan Syrový 20 let. Beran i Syrový byli v roce 2022 rehabilitováni. Popraveni byli též čelní představitelé Slovenského státu: prezident Jozef Tiso a premiér Vojtech Tuka. Protektorátní prezident Emil Hácha byl zatčen, ale již 27. května 1945 ve vězení zemřel. Soud nakonec rozhodl, že v důsledku špatného zdravotního stavu nebyl za své činy od ledna 1943 odpovědný.
Některé zločince se nikdy nepodařilo postavit před soud - Československo například opakovaně žádalo vydání náčelníka pražského Gestapa Ernsta Gerkeho, Západní Německo ho ale ke stíhání nikdy nevydalo.

### Odstoupení Podkarpatska Sovětskému svazu
Na jaře 1944 se exilová vláda s Moskvou dohodla, že osvobozená území budou po skončení bojů předána do československé správy, Stalin se ale získaného strategického území Podkarpatska nehodlal vzdát. Dne 22. listopadu 1944 schválilo Prozatímní národní shromáždění zákon o připojení Podkarpatska k Ukrajinské SSR. Smlouvu mezi ČSR a SSSR, podle níž byla tato část republiky odstoupena Ukrajině, podepsali 29. června 1945 v Moskvě předseda vlády Zdeněk Fierlinger a státní tajemník ministerstva zahraničí Vladimír Clementis.
Smlouva o odstoupení oblasti začala platit 30. ledna 1946. Češi a Slováci, kteří měli na Podkarpatsku majetek, měli dle smlouvy získat odškodnění. Později však českoslovenští a sovětští komunisté podepsali tajný dodatkový protokol a rozhodli, že tisíce vystěhovalců, kteří většinou zemi opustili již po maďarské okupaci, nedostanou téměř nic. Sovětský svaz sice poskytl zhruba 920 milionů korun jako vyrovnání za nemovitosti, někdejší majitelé z řad Čechoslováků ale od komunistické vlády dostali jen asi 13 milionů korun, zbytek si ponechal stát. Novou cestu k náhradě umožnil až zákon z roku 2009, maximální částka činila dva miliony korun za jeden majetek.
Jak jsme přišli o Podkarpatskou Rus, 2015

### Konfiskace majetku a znárodnění národohospodářských odvětví
Konfiskace movitého i nemovitého majetku se obecně prováděla nejen osobám maďarské a německé národnosti, ale postihla i občany, kteří se provinili proti československému státu a byli označeni za zrádce, kolaboranty či osoby státně nespolehlivé, dále se prováděla i jako jeden z vedlejších trestů, které ukládalo retribuční soudnictví. Poválečná konfiskace ex lege byla provedena na podkladě dekretu prezidenta republiky č. 12/1945 Sb., který konfiskoval a rozděloval zemědělský majetek Němců, Maďarů, jakož i zrádců a nepřátel českého a slovenského národa a dále prezidentského dekretu č. 108/1945 Sb., jímž byl zkonfiskován nezemědělský movitý a nemovitý majetek. S konfiskační problematikou souvisel též dekret č. 5/1945 Sb. o neplatnosti některých majetkově právních jednání z doby nesvobody a o národní správě majetkových hodnot Němců, Maďarů, zrádců a kolaborantů a některých organizací a ústavů.
Ministr zemědělství Július Ďuriš o okamžité konfiskaci půdy nepřátel státu. Ve čtvrtek 21. června t. r. pravil v rozhlasovém projevu ministr zemědělství k této otázce: „A teď voláme k zemědělskému lidu: Máte již zákon o okamžité konfiskaci a rozdělení německé a zrádcovské půdy. Proveďte okamžitě toto velké dílo. Utvořte ihned místní a okresní rolnické komise z oprávněných uchazečů, zabavte půdu zrádců a nepřátel, dohodněte se na podílech a úhradě a předložte okamžitě své návrhy přes zemské Národní výbory ministerstvu zemědělství“...Kde je zemědělská půda německých provinilců a českých zrádců mají býti ihned utvořeny rolnické komise, které se mají skládati z oprávněných uchazečů o tuto půdu, aby ji převzali a rozdělili.
Naše demokracie, 07.07.1945
Dekretem č. 12/1945 Sb. byl také zřízen státní Národní pozemkový fond při ministerstvu zemědělství se sídlem v Praze, jehož hlavním úkolem byla správa konfiskovaného majetku. Z fondu se přidělovala půda do vlastnictví osob slovanské národnosti, například deputátníkům, zemědělským dělníkům, malozemědělcům, obcím a okresům k veřejným účelům, stavebním, zemědělským a jiným družstvům, což upravoval dekret č. 28/1945 Sb. o osídlení zemědělské půdy Němců, Maďarů, a jiných nepřátel státu českými, slovenskými a jinými slovanskými zemědělci z 20. července 1945 s platností jen pro české země. Přednostní právo na příděl půdy jím získali uchazeči, kteří se vyznamenali a zasloužili v národně osvobozovacím boji, zejména vojáci, partyzáni, bývalí političtí vězni a také rolníci poškození válkou, reemigranti, čeští zemědělci ze Zakarpatské Ukrajiny nebo ze Slovenska. Podávání přihlášek o příděl obsahovala vyhláška ministerstva zemědělství ze dne 3. srpna 1945 č. 144 Úř. l. ČSR. Pro řízení osidlování pohraničí byly dekretem prezidenta republiky č. 27/1945 Sb. o jednotném řízení vnitřního osídlení ze dne 11.7. 1945 ustanoveny osidlovací úřady (pro oblast zemí České a Moravskoslezské se sídlem v Praze, pro Slovensko se sídlem v Bratislavě), pod vedením ústřední komise v čele s ministrem vnitra Václavem Noskem.
Osidlování. Mezi uchazeči o půdu v osídlení je také mnoho řemeslníků jako kováři, koláři, studnaři a strojníci pro hospodářské stroje, kteří mají též zemědělské znalosti. Tito řemeslníci — zemědělci mohou dostati příděl půdy v poměrně menší výměře. Malozemědělci, kteří odešli z usedlostí pod 13 ha půdy ve vnitrozemí do pohraničí, jsou na pochybách, kdo a jak má obhospodařovati zanechané usedlosti ve vnitrozemí. Zásadně, pokud nemá přidělenu usedlost v pohraničí, musí obhospodařovati své původní hospodářství uchazeč sám, příp. může pověřiti i jinou osobu a nebo dát do správy národního výboru. Jakmile mu bude přidělena usedlost v pohraničí, přejde usedlost ve vnitrozemí do majetku Národního pozemkového fondu, který zahájí přídělové řízení pro místní uchazeče.
Naše demokracie, 27.01.1946
Jako první byl znárodněn filmový průmysl včetně dovozu, vývozu a distribuce filmů (dekret prezidenta republiky č. 50/1945 Sb. o opatřeních v oblasti filmu z 11.8. 1945). Ve všech oblastech tehdejšího československého filmového průmyslu nastaly v důsledku státní kontroly nové poměry, zpravodajský a dokumentární film se stal vlivným nástrojem československé vládní informační politiky, čemuž odpovídaly i jeho zpravodajství a reportáže o odsunu Němců z Československa.
Další znárodnění bylo provedeno ve dvou etapách, jednak v první vlně formou zestátnění skrze dekrety prezidenta republiky o znárodnění dolů a některých průmyslových podniků (Dekret č. 100/1945 Sb.), o znárodnění některých podniků průmyslu potravinářského (Dekret č. 101/1945 Sb.), o znárodnění akciových bank (Dekret č. 102/1945 Sb.), o znárodnění soukromých pojišťoven (Dekret č. 103/1945 Sb.) a to s účinností od 27. října 1945, druhá vlna znárodnění s účinností převážně k 1. lednu 1948 (zákony č. 114, 118–126 a 311/1948 Sb.) postihla další průmyslové podniky, včetně podniků průmyslu potravinářského, velkoobchodní podniky, zahraniční obchod nebo stavební a dopravní podniky.
Původně mělo jít o znárodnění za náhradu; po roce 1948 už stát ale náhrady přestal platit a z toho vzešly dlouholeté mezinárodní spory. Také v zemědělství došlo v tomto období k velkým vlastnickým změnám, když byly provedeny dvě pozemkové reformy. Třetí, která byla v té době už plánovaná, byla uskutečněna až po únoru 1948. V českých zemích byla třetina půdy zkonfiskována a přerozdělena především bezzemkům a chudým rolníkům; vznikl tak stav „nový střední rolník“, který vděčil za půdu komunistické straně. Na Slovensku bylo takto přerozděleno jen asi 9 % (odsun Maďarů nebyl proveden, a nebylo tedy co konfiskovat).

### Jednotný svaz českých zemědělců
Dne 28. května 1945 byl vyhláškou ministra zemědělství J. Ďuriše zrušen protektorátní „Svaz zemědělství a lesnictví pro Čechy a Moravu” a 29. května 1945 se u ministra zemědělství sešli zástupci čtyř politických stran NF za účelem ustanovení přípravného výboru Jednotného svazu českých zemědělců (JSČZ), která byla pověřena rozpuštěním a likvidací „Svazu zemědělství a lesnictví pro Čechy a Moravu”, následně pak vypracováním výzvy a směrnicemi k budování a zakládaní okresních a místních organizací JSČZ. Předsedou přípravné komise byl zvolen Václav Mikuláš (ČSNS), bývalý předseda Ústřední Jednoty čsl. malozemědělců, generálním tajemníkem Antonín Volavka (KSČ). Ústředí JSČZ se nacházelo v Praze na Václavském náměstí.
Zakládejte místní skupiny Jednotného svazu českých zemědělců. Demokratický Jednotný svaz českých zemědělců bude ve jménu zemědělského lidu zasahovat do všech zemědělských otázek v obci, okresu a zemi. V bratrské spolupráci s Jednotným svazem slovenských rolníků budou sami zemědělci čeští a slovenští řídit ve spolupráci s Národními výbory a ministerstvem zemědělství své osudy v celé naší Československé republice. Jednotný svaz českých zemědělců bude jediným orgánem odborové zemědělské samosprávy; jeho prostřednictvím se zemědělci sami zúčastní řešení všech svých palčivých otázek a problémů. Zemědělci, vezměte svůj osud do svých rukou a zakládejte ihned všude v každé vesnici místní skupiny Jednotného svazu českých zemědělců!
Naše demokracie, 07.07.1945

## Zahraniční pomoc při poválečné obnově hospodářství
Na Pařížské mírové konferenci v roce 1946 předložilo Československo odhad škod, které mu Německo způsobilo okupací a válkou - 347 miliard tehdejších korun. Německo nikdy nezaplatilo Československu žádné reparace.

### UNRRA
Vládním usnesením usnesením ze dne 5. dubna 1945 byly záležitosti týkající se organizace UNRRA (United Nations Relief and Rehabilitation Administration - Správa Spojených národů pro pomoc a obnovu) svěřeny ministerstvu výživy (ministr Václav Majer), které pečovalo o zásobování obyvatelstva, výkupní organizace a průmysl potravin, poživatin a nápojů, při kterém byl zřízen V. odbor a sekretariát odboru pod vedením Evžena Löbla, dále oddělení pro styk s „Misí UNRRA”, oddělení pro soustřeďování požadavků jednotlivých rezortů, oddělení pro překládání a převzetí zboží UNRRA a oddělení finanční s vedoucím Dr. Emanuelem Pohlem. Od června 1945 byl zřízen samostatný Československý úřad UNRRA pro styk s úřady mezinárodní organizace UNRRA se sídlem v Praze, 10. srpna 1945 přejmenován na „Československý úřad pro hospodářskou pomoc a obnovu”. Úřad sídlil nejprve v několika místnostech v budově Živnostenské banky v Praze v ulici Na Příkopech, později se vzrůstající agendou se celý v lednu 1946 přestěhoval do budovy ministerstva vnitra na Petrském náměstí.
Vzhledem k omezeným finančním prostředkům UNRRY činil předpokládaný obnos pro Československo 275 miliónů (13 3/4 miliardy korun), v červnu 1946 snížen na 270 miliónů dolarů a nakonec zredukován o dalších 6 miliónů dolarů. Československo bylo vybráno ke snížení obnosu hlavně z důvodu, že ze všech potřebných zemí učinilo největší pokrok. Dne 8. února 1946 schválila československá vláda dohodu pro úpravu sníženého programu dodávek pro ČSR ve znění:
Československo přispěje potravinami v hodnotě 1 950 000 dolarů; úplata UNRRY za výdaje vzniklé Československu péčí o poválečné uprchlíky bude snížena o 225 000 dolarů; Československo ponese dopravní výlohy za dopravu zboží z přístavů v Rotterdamu a Antverpách ve výši 700 000 dolarů. Tyto tři položky činily dohromady 2 850 000 dolarů. Zbytek do výše 6 miliónů dolarů byl doplněn snížením dodávek léčiv a lékařských potřeb ve výši 2 500 000 dolarů, dále snížením dodávek průmyslových ve výši 426 000 dolarů a zemědělských ve výši 199 000 dolarů.
Dohoda, uzavřená mezi přednostou zásobovací komise C. Bordersem a vládním delegátem V. Schlesingerem 8. února 1946
V únoru 1947 se nakonec program kvůli dalším změnám dostal na částku 264 075 000 miliónů dolarů a 15. března 1948 na 261 337 400 miliónů dolarů. Československé hospodářství bylo válkou zasaženo v takové míře, že ČSR nebyla schopna obnovy jen z vlastních prostředků, takže jí byl povolen přísun potřebného zboží zdarma. Vláda pak toto zboží prostřednictvím ministerstev, svazů, velkoobchodů a maloobchodů prodávala a po odečtení všech svých výdajů (od státních hranic náklady na dopravu, distribuce a uskladněním zboží, vydržování mise v Praze, celní formality, úřední poplatky) svůj čistý zisk používala na další nejrůznější sociální a zdravotní služby. Od začátku akce ke dni 30. června 1950 vláda stržila 18 061 996 103 korun za celkem 1 629 227 tun nejrůznějšího zboží.

### Americká pomoc Československu
Do osvobozeného Československa přicházelo pod hlavičkou UNRRA také zboží, které nebylo hrazeno z jejího rozpočtu. Pocházelo z různých charitativních sbírek. „American Reilief for Czechoslovakia” (Americká pomoc Československu), charitativní organizace a co do objemu pomoci druhá největší po akci UNRRA, podporovala československé uprchlíky po celém světě už během války, ale po osvobození se její činnost soustřeďovala výhradně na území ČSR. V čele organizace stál Charles Wood Riley, znalec domácích poměrů a účastník anabáze československých legionářů. Akce neměla takový záběr jako UNRRA, ale v prvním roce přispěla k boji proti hladu a nemocem (například školní děti dostávaly mléko, přesnídávky, kakao a vejce), zasílala chirurgický a lékařský materiál (např. v prosinci 1947 45 kusů nejmodernějších inkubátorů). Vedle vlastního programu se starala o dovoz darů od nejrůznějších krajanských a církevních spolků (udává se hodnota ve výši 485 036 dolarů). Součástí pomoci byla též „adopce na dálku”. Dr. Stuerm-Lukavska ve Spojených státech spolupracovala se Spolkem přátel Československa, který vznikl hned po povstání 1945, a v Praze s advokátkou Zorkou Černou, která do svěřenectví navrhovala vhodné sirotky po obětech nacismu. Na základě publicistické činnosti probíhající v USA probíhala registrace „strýčků a tetiček”, kteří formou zasílání balíčků podporovali vybrané děti. Důležité pro organizaci bylo, aby se třetina všeho zboží dostala na Slovensko, zejména východního Slovenska a Oravy.

### CARE
„Cooperative for American Remitances to Europe”, tzv. C.A.R.E., nezisková společnost 25 dobročinných organizací, pomáhala mimo Československa také ve Francii, Itálii, Polsku, Nizozemsku, Norsku, Finsku, Belgii, Řecku, Rakousku a v americké, britské a francouzské okupační zóně Německa. Hlavní kancelář C.A.R.E. se nacházela v ČSR v Praze na ulici Na Poříčí čp. 7. C.A.R.E. nejprve umožňovala Američanům ve spolupráci s československou vládou posílat velmi rychle svým příbuzným či známým v Československu dárkové dvacetikilové potravinové balíčky. Ty byly uskladněny na nejrůznějších a snadno dosažitelných místech v Československu. Později se jednalo spíše o neadresné zasílání lidem v nouzi („speciální balíky pro kojence a malé děti, balíky s látkami a vlnou, se zemědělským nářadím nebo s lékařskými odbornými knihami”).
Balíčky obsahovaly potraviny v čisté váze třináct a půl kilogramu, a to dušené maso a haši 4,45 kg, různé obilniny a suchary 2,95 kg, cukr a cukroví 1,77 kg, ovocný džem a pudingy 1,64 kg, zeleninu 1,04 kg, kondensované mléko 0,36 kg, kakao či kávu a prášky pro přípravu nápojů 0,50 kg, máslo 0,23 kg, cigarety, mýdlo a žvýkací gumu. Příjemce balíku neplatil celní, ani doručovací či jiné poplatky a jeho normální potravinový příděl nebyl nikterak omezen.
J. Frydryšková: Hospodářská zahraniční pomoc při poválečné obnově ČSR 
Československo tak obdrželo přes 170 000 C.A.R.E. – balíků v hodnotě přes 32,8 milionu korun (1,6 milionu dolarů). V roce 1947, kdy propukla krize v důsledku katastrofálního sucha, prodloužila vláda ČSR smlouvu o další rok a C.A.R.E se tak pro Československo stala nejvýznamnějším zahraničním dárcem. Dohodu podepsal ministr zahraničí ČSR Jan Masaryk a vedoucí mise CARE pro Československo Daniel Benedict. CARE v ČSR působila až do roku 1950, ale už po únoru 1948 byla v hledáčku Státní bezpečnosti.
Ve čtvrtek 18. srpna 1949 dopoledne přijal ministr sociální péče Evžen Erban generálního ředitele CARE Paula Comlyho Frenche a ředitele mise pro Československo Herberta Lasse, s nimiž jednal o možnostech prodloužení akce CARE v Československu.
ČTK 18.08.1949

### Dodávky ze Sovětského svazu a smlouva o těžbě uranu
Vládní dohoda mezi ČSR a SSSR ze 14. dubna 1945 řešila dodávky sovětské výzbroje a výstroje pro československou armádu, podle níž se Sovětský svaz zavázal, že „odevzdá Československu bez náhrady výzbroj a další vojenskotechnický materiál, potřebný pro čtyři československé divize gardového typu ... a dále pro posilové a správní jednotky“ a do konce roku 1945 dodá výzbroj pro dalších šest divizí. Do poloviny června 1945 čs. armáda obdržela téměř 22 000 pušek a karabin, přes 7 000 samopalů, na 2 000 lehkých a přes 600 těžkých kulometů, na 400 děl a více než 700 minometů různých ráží. Součástí dodávek byl také spojovací, ženijní a další materiál spolu s municí.
Úmluvu o vzájemných dodávkách do konce roku 1945 mezi Československem a Sovětským svazem podepsal v Praze za vládu ČSR ministr zahraničního obchodu Hubert Ripka, v Moskvě 8. září 1945 ji parafovali za vládu Sovětského svazu zástupce nár. komisaře zahraničního obchodu Alexej Nikolajevič Krutikov a za vládu československou inž. Vilém Hromádko, předseda Ústředního svazu průmyslu, jenž ve dnech 4. srpna až 15. září 1945 pobýval v Moskvě jako zplnomocněný pověřenec ministerstva zahraničního obchodu v Praze. Obsah dohody dojednali v červnu v Moskvě čsl. ministr zahraničního obchodu Hubert Ripka a sovětský národní komisař pro zahraniční obchod SSSR Anastáz Ivanovič Mikojan. Jednalo se o větší dodávku železné rudy, benzínu a deriváty nafty (dovážené po Dunaji), uhlí (které Sovětský svaz odstoupil z vlastního polského odběru z dolnoslezské pánve Valbřichu), dále suroviny jako len, bavlna, koudel atd. Československo za dodávky poskytovalo SSSR investiční statky, strojní zařízení do továren, obráběcí stroje, elektrotechnické výrobky, válcované výrobky atd.
Dne 23. listopadu 1945 byla podepsána přísně důvěrná „Dohoda mezi vládou Svazu Sovětských Socialistických Republik a vládou Československé republiky o rozšíření těžby rud a koncentrátů v Československu, obsahujících radium a jiné radioaktivní prvky, jakož i o jejich dodávkách Svazu Sovětských Socialistických Republik” a vedle smlouvy též doplňující „Protokol”, který ukládal Stálé československo-sovětské komisi vypracovat řád k zabezpečení důvěrnosti těžby pro jáchymovské i další v budoucnosti vzniklé doly.

### Dary Rudé armádě
Dne 23. února 1946 byla v rámci oslav 28. výročí vzniku Rudé armády otevřena výstava pod názvem «Český národ Rudé armádě». V 15 hodin ji slavnostně ve strojní hale Veletržního paláce v Praze zahájili členové vlády a velvyslanec SSSR V. A. Zorin. Výstava se konala na třech místech: ve Veletržním paláci, ve Svazu českého díla a ve výstavních síních Holara. Vedle průmyslového zboží putovala do SSSR také umělecká díla.
Mezi průmyslovými předměty se nacházely: např. jízdní kola zn. Eska z Chebu, benzinová stanice, křísící a dýchací přístroje, svářecí stroj, různé textilie, křišťálové poháry, elektrická vodárna, elektrická pračka, gramofonové desky, piano od fy Petrof, rychlopařáky, elektrická vrtačka, radia, mikrofony, dělicí stroje a textilie, šaty, koberce, od Škodovky destilační kolona a soustruh, další soustruh od fy Volmn v Žebráku, tři rentgenové přístroje fy META Modřany, fotopotřeby, přijímače zn. Philips, frézovací stroj, triedry od zaměstnanců ministerstva financí a látky, knihy, velká kovová socha českého havíře, brousicí stroj na pily, vykládaný nábytek, skleněné umělecké figurky ze Železného Brodu, velké množství kuchyňského nádobí, moderní vybavení kuchyně zaměstnanců Elektrických podniků hl. m. Prahy, hračky, atd.
Dále pak i 400 obrazů, 250 grafik a přes půl sta plastik od výtvarnických spolků Mánes, Hollar, Purkyně, Jednoty výtvarných umělců, Umělecké besedy a moravských umělců (Vincenc Beneš, Oldřich Blažíček, Jos. Čapek, Jan Čumpelík, Emil Filla, František Gross, Jiří Hejna, Karel Holan, Čeněk Choděra, Kojan, Jan Kotík, Václav Koutský, Ludvík Kuba, Josef Lada, Kamil Lhoták, Arnošt Paderlík, Václav Rabas, Vojtěch Sedláček, Vladimír Sychra a stovky dalších). Nákladním vlakem pak byly dary dopraveny do SSSR.

## Volby 1946 a dvouletý hospodářský plán
Volby do ústavodárného Národního shromáždění (ÚNS) se konaly 26. května 1946. Na podkladě zákona ze dne 11. dubna 1946, č. 67 Sb. bylo území Československé republiky rozděleno na 28 volebních krajů (13 v Čechách, 6 v zemi Moravskoslezské a 9 na Slovensku). V Čechách a v zemi Moravskoslezské podaly kandidovaly strany: č. 1 Komunistická strana Československa (KSČ), č. 2 Československá strana lidová (ČSL), č. 3 Československá sociální demokracie (ČSD) a č. 4 Československá strana národně socialistická (ČSNS); na Slovensku: č. 1 Strana práce (SP), č. 2 Demokratická strana (DS), č. 3 Komunistická strana Slovenska (KSS) a č. 4 Strana slobody (SS). Výsledek volby byl zveřejněn vyhláškou ministerstva vnitra v Úředním listě republiky Československé č. 130 ze dne 7. června 1946. Celkem bylo zvoleno 300 poslanců; z toho 150 v Čechách, 81 v zemi Moravskoslezské a 69 na Slovensku.
| Volby 26. května 1946  | Čechy     | Morava a Slezsko | Slovensko |
| ---------------------- | --------- | ---------------- | --------- |
| Počet zapsaných voličů | 3 792 552 | 2 049 789        | 1 741 443 |
| Počet platných hlasů   | 3 553 310 | 1 917 914        | 1 599 501 |
| Počet bílých lístků    | 10 969    | 8 484            | 12 711    |
| Počet mandátů          | 150       | 81               | 69        |
| Zemské mandátové číslo | 23 689    | 23 677           | 23 181    |

V českých zemích ve volbách v roce 1946 získala KSČ 40,17 % hlasů, ČSNS 23,36 %, ČSL 20,24 % a ČSSD 15,58 %. V celé ČSR získali komunisté 38 % hlasů. Většinu mandátů získaly levicově orientované strany, novou vládu vytvořili opět představitelé stran NF. Předsedou ÚNS byl zvolen Antonín Zápotocký, místopředsedy František Langr (ČSNS), Alois Petr (ČSL), Dr. Emanuel Böhm (DS), František Tymeš (ČSD) a Dr. Jozef Šoltész (KSS). Všemi poslanci (298 platných hlasovacích lístků) byl jednohlasně zvolen prezident republiky Dr. Edvard Beneš. Dne 2. července 1946 Klement Gottwald předložil prezidentu republiky seznam členů nové vlády. Nová vláda se představila ve sněmovně 8. července 1946, na které předseda vlády Klement Gottwald vyhlásil dvouletý národní hospodářský program (tzv. „Budovatelský program”), jehož hlavním úkolem mělo být vypracování a schválení nové ústavy. Těžištěm hospodářské politiky se měl stát dvouletý plán obnovy a výstavby na rok 1947–1948, s jehož pomocí měla ČSRo dosáhnout úplné obnovy válkou zničeného hospodářství a zvýšení průmyslové výroby o 10% oproti předválečné úrovni. Dne 25. října 1946 se ÚNS ČSR usneslo na zákoně o dvouletém hospodářském plánu (č. 192/1946 Sb.).

### Zmařený úvěr americké Export-Import banky
Dne 28. května 1946 podepsalo Československo s USA dohodu o americkém úvěru 50 miliónů dolarů na nákup přebytků zásob americké armády, úvěr na nákup tabáku v hodnotě kolem 3,5 miliónů dolarů a v červnu 1946 byl Československu od Exim banky schválen úvěr na nákup bavlny do výše 22,5 miliónů dolarů. Půjčka, poskytovaná československé Národní bance a garantována čs. státem, byla splatná do 26 měsíců po odeslání zboží a úroková míra činila 2,5%. Ve dnech 29. července – 15. října 1946 se v Paříži konala mírová konference s bývalými satelity nacistického Německa s Bulharskem, Finskem, Maďarskem, Itálií a Rumunskem, na které československá delegace vedená Janem Masarykem zatleskala projevu náměstka sovětského ministra zahraničních věcí A. J. Vyšinského, když útočil na Spojené státy a označil poskytování úvěru za formu zotročení Evropy.
Státní tajemník Byrnes zareagoval žádostí u „Exim” banky (Export-Import banky) o přerušení dalšího jednání o půjčce Československu, ze které vláda hodlala financovat dovoz surovin a průmyslového zařízení, došlo také k zastavení dodávek z přebytečných zásob americké armády v rámci již poskytnutého úvěru 50 miliónů dolarů. Memorandum o prozatímním přerušení úvěrových jednání z 28. září 1946 uvádělo, že Československo nechápe správně cíle a politiku USA při poskytování úvěrů, že uzavřelo smlouvu s Rumunskem, podle které této zemi prodávalo válečné přebytky získané od USA a jako poslední důvod byla uvedena stále nevyřešená náhrada za znárodněný americký majetek v Československu. ČSR tak z poskytnutého úvěru vyčerpalo jen kolem 20 procent a obdrželo zboží z přebytků zásob americké armády v hodnotě pouhých 9 124 808 dolarů.

### Zákon o dvouletém hospodářském plánu
Po vyhlášení budovatelského programu Klementem Gottwaldem připravila Národohospodářské komise při ÚV KSČ v čele s předsedou ing. Ludvíkem Frejkou jeho první osnovu. Národní shromáždění přijalo zákon o dvouletém hospodářském plánu (č. 192/1946 Sb.) 25. října 1946. Slavnostní vyhlášení proběhlo 28. října 1946 na pražském Václavském náměstí. Všeobecně plán stanovil:
- v průmyslu překročit koncem roku 1948 celkovou úroveň výroby z roku 1937 o 10 %,
- v zemědělství dosáhnout koncem roku 1948 úrovně předválečné výroby,
- ve stavebnictví opatřit potřebný počet bytů, provést velké stavby pro průmysl a zemědělství, obnovit a doplnit veřejné komunikace a zařízení,
- v dopravě dosáhnout dopravního výkonu z roku 1937,
- přispět k urychlenému vyrovnání hospodářské úrovně Slovenska s českými zeměmi, zejména dokonalejším využitím jeho surovinových a energetických zdrojů a pracovních sil, jakož i vytvořením nových pracovních příležitostí na Slovensku,
- povznést hospodářsky slabé kraje českých zemí.[86]

Souhrnně zákon stanovil přesné objemy výroby v rozhodujících ekonomických odvětvích (průmyslu, zemědělství, stavebnictví a dopravě) a investice (25,38 miliard Kčs do průmyslu, 15,09 miliard Kčs do dopravy, 14 miliard Kčs na bytovou výstavbu, 10,2 miliard Kčs na veřejné stavby, 5,21 miliard Kč do zemědělství a do hospodářského rozvoje Slovenska), definoval hospodářsky slabé kraje a způsob pomoci, předpoklady pro splnění dvouletého plánu (tzv. národní mobilizace pracovních sil). Pro vnitřní a zahraniční obchod nebo část průmyslové a zemědělské výroby konkrétní úkoly nestanovil, byl však pro všechny sektory ekonomiky závazný.
Už několik měsíců po schválení zákona o tzv. dvouletce se začaly spory na půdě Národní fronty přiostřovat. Každá z politických stran se zaměřovala na své voliče, což vedlo k častým sporům. Největší parlamentární boje se vedly o zemědělskou politiku (Ďurišovy zákony) a tzv. milionářskou dávku (kontroverzní návrh komunistů), která měla sloužit ke krytí mimořádných rozpočtových výloh způsobených suchem.

### Odřeknutí Marshallova plánu
Československý průmysl se i druhý rok po pomoci UNRRA potýkal s problémy. Odsunem Němců a Maďarů ubylo velké množství pracovních sil (zejména kvalifikovaných odborníků). Zima roku 1946/47 byla velmi krutá, což se projevilo také v zemědělství, kde problémy narostly obzvláště po nevydařené úrodě, zapříčiněné katastrofálním suchem. Výživa obyvatelstva se opět stala zásadním problémem. Nedostatek deviz zapříčiňovala neúspěšná úvěrová politika, což pociťovalo Československo, závislé na dovozu surovin ze západu, obzvláště tíživě. V polovině roku 1947 se projevily problémy z nedostatečné investiční činnosti, úzkého vnitřního trhu a nedostatku surovin, na mezinárodním trhu rostla konkurence v odbytu spotřebních výrobků a podstatný vliv na zhoršení mělo i ukončení pomocné akce UNRRA.
Zpráva o hospodářské pomoci Evropě ze strany USA v Československu vyvolala velký ohlas a nadšení jak v ekonomických kruzích tak mezi obyvatelstvem, ve kterém projev Georgie C. Marshalla na Harvardově univerzitě z 5. června 1947 rezonoval nejen ekonomicky, ale i ve smyslu těsnějšího přimknutí k západní Evropě a Spojeným států. Komunisté zachovávali zpočátku rezervovaný postoj, jelikož odmítnutí amerického úvěru jim bylo dáváno částečně za vinu. Na tajné schůzi 24. června 1947 se Marshallovým plánem začala zabývat československá vláda, která ustanovila komisi pro přípravu materiálů a mohla včas zaujmout své stanovisko.
Dne 27. června 1947 začala v Paříži očekávaná konference tří ministrů zahraničních věcí: Bidaulta, Bevina a Molotova. Molotov odmítl, aby se plán jakýmkoli způsobem týkal Německa a jeho satelitních spojenců (Bulharska, Finska, Maďarska, Itálie a Rumunska), 2. července z konference odešel a opustil Paříž. Odmítnutí Sovětského svazu účastnit se jednání o Marshallovém plánu vzbudilo ve světě velký rozruch, nicméně Velká Británie a Francie svolala na 12. červenec 1947 do Paříže porady evropských států, kde mělo dojít k projednání otázek týkajících se zjištění hospodářských potřeb evropských států a americké pomoci. Československo, které nakonec pozvání také přijalo, se svým rozhodnutím dostalo na stránky světového tisku, který vládní rozhodnutí s nadšením vítal.
Po jednání v Moskvě, kam 9. července 1947 z Ruzyně odletěla čsl. delegace složená z Jana Masaryka, Prokopa Drtiny, Klementa Gottwalda, generálního tajemníka ministerstva zahraničních věcí Arnošta Heidricha a osobních tajemníků, k nimž se v Moskvě přidal ještě československý velvyslanec Jan Horák, se na nátlak Stalina vláda po dlouhém a dramatickém jednání jednomyslně usnesla své dřívější usnesení ze 4. července 1947 o účasti Československa na konferenci v Paříž odvolat a schválila oficiální komuniké, které se druhý den objevilo ve všech novinách:
Dne 10. července 1947 konala se mimořádná schůze vlády, která se znovu zabývala účastí Československa na pařížské konferenci o Marshallově podnětu. Bylo zjištěno, že pozvání k účasti na této konferenci nevyhověla řada států, zejména všechny státy slovanské a jiné státy střední a východní Evropy. Konference se tedy nezúčastní státy, s nimiž je Československá republika v úzkých hospodářských a politických stycích, spočívajících na smluvních závazcích. Za této situace byla by československá účast vykládána jako akt směřující proti přátelství se Sovětským svazem a ostatními našimi spojenci. Proto vláda jednomyslně rozhodla, že se této konference nezúčastní.
Usnesení vlády ze dne 10.7.1947 
Zpráva v tisku doslova otřásla nejenom obyvatelstvem republiky, ale i celým demokratickým světem. Českoslovenští občané toto rozhodnutí částečně přirovnávali k Mnichovu a neskrývali své obavy z budoucnosti. Politici zdůrazňovali, že na prvním místě bylo spojenectví se Sovětským svazem. Komunisté dokonce označili Marshallův plán za „zotročení Evropy”. Rozhodnutím o nepřijetí pozvání na konferenci v Paříži se pro Československo rozdělil svět na dvě části, ČSR omezilo styky se západem, došlo k proměně jeho struktury průmyslu a ČSR nadále fungovala jako dodavatel do sousedních východních států. Únorové události celou situaci završily.

### Smlouvy se Sovětským svazem
S ukončováním akce UNRRA se snižoval dovoz zásilek také pro Ukrajinu a Bílou Rus. Ještě červnu 1946 obdržely postižené kraje 400 000 tun potravin (maso, tuky a cukr), ale zástupce UNRRA p. White prohlásil, že potřeba potravin v těchto oblastech příští rok stoupne a „že po ukončení akce UNRRA se bude muset Sovětský svaz snažit, aby získal v zahraničí potraviny a lodní prostor”.

#### Dohoda o výměně zboží a platech mezi ČSR a SSSR
Velké sucho od jara až do listopadu 1947, přerušované krátkými přívalovými bouřkami, zapříčinilo katastrofální neúrodu, čímž docházelo k váznutí zásobování obyvatelstva základními potravinami (kryté z 60 % z vlastních zdrojů), v některých oblastech Slovenska hrozil dokonce hladomor. Komunisté v čele s tehdejším ministerským předsedou Klementem Gottwaldem situace využili ve svůj prospěch. Gottwald se obrátil ve věci dodávek chlebovin a krmiv na Stalina, který mu přislíbil 200 000 tun chlebového a 200 000 tun krmného obilí. Vládní delegace, která odletěla 9. července 1947 do Moskvy, dojednala po odřeknutí Marshallova plánu se Sovětským svazem smlouvu o vzájemných dodávkách na roky 1948–1952. Sovětský svaz měl podle ujednání Československu v roce 1948 dodat obilí a krmiva, bavlnu, hnojiva, naftové výrobky, železnou, manganovou a chromovou rudu, litinu, slitiny kovů a další suroviny pro československý průmysl, Československo mělo v roce 1948 dodat roury pro naftový průmysl, kolejnice, průmyslové zařízeni pro energetické závody, cukr, textilie, obuv, tabulové sklo, chemikálie a další výrobky.
Tato dohoda bude spočívat na soustavě pevných kontingentů zboží, které se budou každoročně předem určovat dohodou obou vlád. Konkrétní kontingenty pro rok 1948 budou dojednány ještě před podpisem této dohody. Současně budou stanoveny přibližné kontingenty zboží, u něhož je to možno, pro celé období pěti let. Pro příslušné kontingenty zboží budou určeny pevné ceny a každoroční způsob jejich změn. V r. 1948 SSSR dodá Československu především:
-200.000 tun pšenice,
-200.000 tun krmných obilnin a krmné kukuřice,
-60.000 tun draselného hnojiva,
-5.000 tun dusíkatého hnojiva,
-20.000 tun bavlny,
-olejnatá semena, hrách, čočku, vlnu, železnou, manganovou a chromovou rudu, feroslitiny, fenol, fosfáty a pod.
Mezi jiným zbožím budou Československem Sovětskému svazu dodány kolejnice, lokomotivy a jiná železniční zařízení, potrubí pro naftový průmysl, zařízení pro obuvní a cukerní průmysl, obráběcí stroje, elektromotory, exkavátory (bagry), malé elektrárny, lokomobily, chovný dobytek, cukr, obuv, textilní zboží, při čemž se počítá a tím, že SSSR zadá svoje objednávky na celé smluvní období pěti let.
Rudé právo, 13.7.1947

Na podzim Gottwald po Stalinovi požadoval ještě dodávku dalších 150 000 tun chlebového obilí. Moskva navýšila dodávky obilí o dalších 200 000 tun, na které Československu poskytla úvěr 1 150 milionů Kčs, splatný v letech 1949–1950 formou dodávek. V prosinci 1947 ministr zahraničního obchodu Hubert Ripka obchodní smlouvu se Sovětským svazem podepsal. Výměnou za sovětské dodávky poskytovala výrobky těžkého průmyslu ve výši 40 procent z celkového československého vývozu a výrobky lehkého průmyslu ve výši 60 procent z celkového československého vývozu. Za sovětskou pšenici bylo Československo navíc nuceno snížit ceny výrobků putujících do SSSR „pod hladinou světových cen” a v důsledku dodržení smluvního plnění omezit obchod se západem (hlavně ve výrobcích těžkého průmyslu).
U prvních sovětských dodávek pšenice se jednalo o reparační maďarské závazky vůči Sovětskému svazu. Obilní výpomoc přislíbily také Spojené státy, o čemž komunistická propaganda nereferovala. Spojené státy poskytly dodávky kanadské pšenice výborné kvality, ta byla pak při mletí do sovětské přimíchávána. Dokonce ministr H. Ripka po podepsání smlouvy se SSSR v prosinci 1947 tisku sdělil, že „sovětská pšenice sice není takové jakosti jako kanadská a maďarská, ale musíme být za ni vděčni”, což prakticky znamenalo, že za méně kvalitní pšenici jsme do SSSR dodávali cenově podhodnocené kvalitní československé výrobky. Dodávky obilí a krmiva přicházely také z Rumunska, Maďarska a Jugoslávie..
KSČ má tedy zásluhy, že do ČSR přišly potraviny. Dobře, ale proč trubači z ministerstva informací spouštějí fanfáry jen u ruských vagonů a proč nevíme i o pšenici americké? Nebyl bych o ní skoro ani věděl, kdybych se nebyl šel podívat v pondělí do jednoho mlýna na tu ruskou pšenici a nezjistil, že se dvěma vagony ruské pšenice se melou současně dva vagony pšenice americké. Ale to se asi nesmí říci, protože by pak příslušníkům KSČ nechutnaly buchty.
Národní obroda, ústřední orgán Československé strany lidové, 17.12.1947
Jíme chleba také i z kanadského obilí. Další zásilky koncem ledna.
Už několik měsíců se plní deníky a týdeníky našeho tisku nadšenými komentáři nad sovětskou dodávkou obilí. Mezí velkými slovy díků a stále zdůrazňovaného vděku, který je ostatně vzhledem k naší nezávidění hodné zásobovací situaci pochopitelný, se docela ztratila malá nepatrná zpráva, která říká, že do ČSR kromě obilí z Ruska docházejí také určitá množství pšenice z Kanady.
Že je to pšenice výborné jakosti, právě tak dobrá jako z Východu, dokazuje skutečnost, že se do sovětské pšenice při mletí v určitých množstvích přidává... Jen málo spotřebitelů ví, nebyli totiž na to upozorněni ani ve filmovém týdeníku, ani při projevech politických stran, že si počátkem prosince 1947 pochutnávali na moučných výrobcích z Kanady...A tak až si budete pochutnávat na dobrém chlebě nebo pečivu, nezapomeňte, že naše vděčnost patří právě tak Sovětskému svazu jako Západu, který se svou pomocí rovněž přičinil o to, abychom my a naše děti měli co jíst.
Národní obroda, ústřední orgán Československé strany lidové, 31.01.1948
Dodávky potravin byly dorovnávány dovozem z celé řady států: Rumunska, Holandska (mrkev, kapusta, zelí, maso), Dánska (1000 tun másla, maso), Itálie, Jugoslávie, Maďarska, Belgie.

#### Dohoda o obchodu a plavbě a dohoda o vědeckotechnické spolupráci mezi ČSR a SSSR
Dne 11. prosince 1947 podepsali prezident Československé republiky a Presidium Nejvyššího Sovětu Svazu Sovětských Socialistických Republik Smlouvu o obchodu a plavbě mezi republikou Československou a Svazem sovětských socialistických republik a přílohu ke smlouvě „O právním postavení obchodního zastupitelství Svazu sovětských socialistických republik v republice Československé.” Dne 4. února 1948 byl vládní návrh předložen ústavodárnému Národnímu shromáždění k „projevu souhlasu”. Prezidentem republiky Klementem Gottwaldem byla smlouva ratifikována 8. dubna 1948 a 15. června 1948 nabyla smlouva účinnosti. Ministerstvo zahraničí vydalo 20. ledna 1949 ke smlouvě vyhlášku (č. 31/1949 Sb.) o „Smlouvě o obchodu a plavbě mezi republikou Československou a Svazem sovětských socialistických republik, podepsané v Moskvě dne 11. prosince 1947.” Jako poslední byla 11. prosince 1947 v Moskvě dojednána Dohoda o vědeckotechnické spolupráci mezi ČSR a SSSR.
Československá strana národně socialistická, jejímž jménem mám čest mluvit, hlásí se radostně ke schvalované smlouvě československo- sovětské o obchodu a plavbě a k doplňujícím ji dohodám o výměně zboží. Toto velké dílo staví obchodní a hospodářské styky československo-sovětské po prvotních zkušenostech, nabytých od r. 1945, na pevnější základ a zajišťuje je na delší dobu. Smlouva podává nám konkretní výraz nové reálné slovanské politiky a uskutečňuje příslušné články těsné hospodářské kooperace v duchu spojenecké smlouvy z r. 1943. Příznivých smluvních výsledků jsme dosáhli ne jenom vlivem spojeneckých závazků a vzájemného přátelství, nýbrž ony jsou pro obě strany výsledkem jednání, které mělo ducha přísné obchodní reality, čímž cena těchto ujednání je s hlediska obou partnerů ještě výraznější. Žádná ze smluvních stran nevzala na sebe závazky větší, než by snesla ujednání dobrých obchodníků, a spojenectví ovlivnilo vzájemné dodávky jen do té míry, že si obě strany poskytly také ty věci, které by jinak neprodávaly.
Poslankyně Milada Horáková, Ústavodárné NS RČS, 93. schůze, 4. 2. 1948

### Ďurišovy zákony
V říjnu 1946 připravilo ministerstvo zemědělství na základě vládního usnesení k plnění vládního programu Gottwaldovy vlády návrh šesti zemědělských zákonů (tzv. Ďurišových zákonů; zákon o revizi pozemkové reformy, zákon o technicko-hospodářských úpravách pozemků, zákon o myslivosti, zákon o zaknihování přiděleného majetku, zákon o zajištění zemědělského výrobního plánu a zákon o úpravě dělení zemědělských podniků v pozůstalostním řízení a o zamezení drobení zemědělské půdy). Osnovy zákonů vyvolávaly ze strany zemědělců celou řadu kladných i záporných rezolucí, ve vládě a v Národní frontě vyvstaly další spory; KSČ tlačila na provedení revize pozemkové reformy a na uzákonění návrhů „Ďurišových zákonů“, národní socialisté a lidovci v českých zemích a demokraté na Slovensku se stavěli proti.
Dne 4. dubna 1947 uspořádalo okresní sdružení Jednotného svazu českých zemědělců v Hradci Králové v Dělnickém domě veřejnou schůzi, které se účastnilo na čtyři tisíce zemědělců a na které vystoupil ministr zemědělství J. Ďuriš a ministra výživy V. Majer. Zde také ministr zemědělství Ďuriš vyhlásil tzv. Hradecký program s heslem: „Půda patří těm, kdo na ní pracují”. Hradecký program se nedařilo komunistům jako celek ve všech bodech prosadit a tlačili na parlament, aby do poloviny roku 1947 projednal a přijal většinu z šesti připravených osnov „Ďurišových zákonů“.

#### Zákon o pomoci rolníkům při uskutečňování zemědělského výrobního plánu
Jako první byl přijat 1. dubna 1947 zákon č. 55/1947 Sb., o pomoci zemědělcům při uskutečňování zemědělského výrobního plánu., který vlastníkům nebo držitelům půdy ukládal povinnost ji řádně obdělávat nebo se postarat o její využití formou pronájmu (což se týkalo i hospodářských stavení, potahů či technického vybavení). Dohled nad plněním zákonem dané povinnosti měly místní a okresní národní výbory. Ty pak v případě nesplnění rozhodly o nuceném pronájmu a o jeho cenové výši, zorganizovaly sousedskou výpomoc nebo udělily trestně správní sankce.

#### Zákon o zaknihování konfiskovaného majetku
Dne 8. května 1947 byl přijat zákon č. 90/1947 Sb., o provedení knihovního pořádku stran konfiskovaného nepřátelského majetku a o úpravě některých právních poměrů vztahujících se na přidělený majetek.
Provisorní řešení této otázky, tak zvanými vlastnickými dekrety, které s urychlením byly vydávány před volbami na jaře minulého roku, jež se dálo ve většině případů v rámci nevkusné politické agitace — zemědělce na pohraničí naprosto neuspokojilo. To proto, že tyto dekrety byly novým provisoriem, které jim neposkytovalo potřebných vlastnických záruk, zvláště proto, že ministerstvo zemědělství, které je vydávalo, je v mnoha případech samo nerespektovalo. Tím se jen stupňovalo volání po řádném knihování a tím dosažení skutečného vlastnictví zemědělských přídělů na pohraničí, aby tak byl učiněn konec nejistotě a pohraničí dán potřebný klid, nutný pro dobrou a konsolidaci tamějších poměrů.
Naše demokracie, 16.05.1947, poslanec ČSL Josef Konvalina

#### Zákon o stíhání černého obchodu
Zákon ze dne 13. února 1947 č. 15/1947 Sb. o stíhání černého obchodu a podobných pletich se týkal zemědělských dodávek.
Pro černý obchod nebo podobné pletichy se trestá ten, kdo v době mimořádných hospodářských poměrů vyvolaných válkou (§ 9)

a) požaduje nebo za účelem dalšího zcizení nabízí za předměty potřeby cenu přemrštěnou, aby sobě nebo jiným osobám opatřil nepřiměřený hospodářský zisk,
b) předměty potřeby nad obvyklou míru jakýmkoliv způsobem odebere normální, zvláště pak řízené výrobě, oběhu nebo spotřebě, aby sobě nebo jiným osobám opatřil nepřiměřený hospodářský prospěch,
c) z nekalých důvodů výrobu předmětů potřeby zastaví nebo podstatně omezí a tím způsobí jejich nedostatek nebo zdražení na trhu,
d) opětovně nebo ve větším množství či hodnotě bez předepsaného platného vývozního povolení vyváží do ciziny předměty potřeby a tím je odnímá normální, zvláště pak řízené výrobě nebo spotřebě nebo určení pro vývoz,
e) opětovně nebo ve větším množství či hodnotě bez předepsaného platného dovozního povolení dováží z ciziny předměty potřeby na úkor řízeného hospodaření,

f) se dopustí jakéhokoliv jiného nekalého jednání způsobilého vyvolati nedostatek nebo zdražení předmětů potřeby na trhu, vězením (uzamčením) do jednoho roku a peněžitým trestem do 3 milionů Kčs, při čemž nesmí trest na svobodě spolu s náhradním trestem za trest peněžitý činiti více než jeden rok.
Zákon č. 15/1947, § 1

#### Zákon o dělení zemědělských podniků a o zamezení drobení zemědělské půdy
Dlouhé diskuze ve vládě i v Národním shromáždění se vedly také kolem zákona č. 139/1947 Sb. o rozdělení pozůstalostí se zemědělskými podniky a o zamezení drobení zemědělské půdy, který byl přijat 3. července 1947. Zákon znatelně omezil disponování se zemědělskou půdou, kterou bylo možné prodat jen zemědělci vlastnícímu více než dva hektary k doplnění jeho vlastní usedlosti či dělníkům a drobným živnostníkům na stavbu rodinných domků. Stanovoval také podmínky, na základě kterých se mohla zemědělská půda dědit, tedy že dědictvím nesmělo dojít k jejímu přílišnému rozdělení.

#### Zákon o revizi první pozemkové reformy a zákon o zestátnění majetku hlubocké větve Schwarzenbergů
Největší diskuse vyvolával zákon č. 142/1947 Sb. o revizi prvorepublikové pozemkové reformy ze dne 11. července 1947. Pozemkový majetek měl být podle zákona přidělen (pokud nebyl podržen státem pro všeobecně prospěšné účely) malozemědělcům k doplnění na soběstačné usedlosti, zemědělským zaměstnancům, malozemědělcům, rolnickém synům a dcerám, malým a středním zemědělcům, jimž byla půda vyvlastněna k veřejným účelům, veřejnoprávním korporacím pro účely veřejné, zemědělským výrobním družstvům k účelům společného hospodaření, a dělníkům, veřejným a soukromým zaměstnancům, živnostníkům do výše půl hektaru; lesní půda se přidělovala státu, svazkům územní samosprávy nebo lesním družstvům a jen ve výjimečných případech jednotlivcům.
Prvním krokem k realizaci tohoto zákona byl soupis půdy a vyznačení této revize v pozemkových knihách. Provedením byla pověřena revizní komise, sestávající ze 6 členů a 6 náhradníků, které jmenovala vláda na návrh ministra zemědělství. Ministerstvo zemědělství rozhodovalo na základě usnesení revizní komise. Za půdu, která byla vyvlastněná podle § 1 odst. 3, příslušela náhrada ve výši ceny obecné. Náhrada za převzaté zbytkové statky nesměla převyšovat obecnou cenu. Za pozemkový majetek, který se stal zrušením rozhodnutí podle § 3 písmene a, nebo § 11 nebo podle § 20, příslušela náhrada v hodnotě bývalé přejímací ceny.
Předmětem revise může být: 
1. Pozemkový majetek, který byl vyloučen ze záboru podle § 3 písmene a, nebo propuštěn podle § 11 věty druhé záborového zákona nebo ponechán vlastníku podle § 20 zákona ze dne 30. ledna 1920, č. 81 Sb.
2. Zabraný pozemkový majetek, o němž dosud nebylo rozhodnuto propuštěním ze záboru ani ponecháním podle § 20 přídělového zákona a u kterého doposud nebylo provedeno přídě lové řízení.
3. Majetkové soubory, u kterých bylo rozhodnuto, že nebude použito ustanovení § 4 záborového zákona, nebo které byly ze záboru propuštěny.
4. Zemědělské a lesní podniky nebo jiné samostatné hospodářské jednotky, vytvořené ze zabraného majetku jednak přídělem nebo směnou podle přídělového zákona, nebo koupí zabrané půdy podle § 7 záborového zákona, koupí půdy ze záboru vyloučené podle § 3 písmene a, nebo propuštěné podle § 11 záborového zákona. Půda ponechaná podle § 20 přídělového zákona, přesahuje-li její výměra 50 ha veškeré půdy.
5. Směnil-li vlastník pozemkový majetek nezabraný za pozemkový majetek zabraný § 24 přídělového zákona, podléhá revisi zabraný pozemkový majetek získaný směnou. Nemovitostí propuštěné ze záboru podle § 11, věty první záborového zákona mohou být vyvlastněny i pod meze § 2 záborového zákona, je-li místní potřeba půdy naléhavá a nestačí-li pozemky zahnané nebo žádá-li toho obecné blaho, při čemž se však vlastníku ponechává 50 ha pozemkového majetku.
Národní obroda, 22.08.1947
Zákon řešil i další otázky, zejména hmotné zabezpečení zaměstnanců pracujících na zabraném majetku, finanční prostředky nutné k provedení revize, správu fondů pozemkové reformy, provádění knihovního pořádku, atd. Společně s tímto zákonem byl přijat zákon č. 143/1947 Sb., o převodu vlastnictví majetku hlubocké větve Schwarzenbergů na zemi Českou (tzv. Lex Schwarzenberg). Tento zákon byl jedním z nejkontroverznějších zákonů tohoto období. Rozsáhlý majetkový komplex Adolfa Schwarzenberga byl bez náhrady převeden do vlastnictví Země české. Namísto náhrady měl být pro rodinu vytvořen zvláštní fond pro vyplácení přiměřeného „zaopatřovacího důchodu“, který nakonec zřízen nebyl. Státem získaný majetkový komplex mohl podle zákona předmětem dalšího přídělového řízení.

#### Zákon o myslivosti
Myslivost se stala pro KSČ další oblastí, kterou se snažila ovládnout. Dne 27. července 1946 vydal ministr zemědělství Július Ďuriš vyhlášku č. 1568 „o využití společenstevních honiteb v pohraničí”, kterou umožnil správu honitby na vlastní účet, a to i osobami s menší kvalifikací než stanovovaly dosavadní předpisy; podle vyhlášky mělo být alespoň jednomu z drobných místních zemědělců-osídlenců umožněno získat roční honební lístek bez složení myslivecké zkoušky. Dalším výnosem ministerstva zemědělství došlo dnem 15. června 1946 ke zrušení nižších mysliveckých úřadů, které dosud rozhodovaly o mysliveckých záležitostech. Jejich kompetenci převzaly v I. instanci okresní národní výbory (správní komise), v II. instanci zemské národní výbory a ve III. instanci ministerstvo zemědělství.
Honitby byly následně pronajímány pouze tzv. „lidovým loveckým společnostem”, jejichž funkci formuloval další komunistický výnos ministerstva zemědělství č. 32823 ze dne 13. března 1947, „o ustavení lidových loveckých společností a instruování žádostí o schválení stanov a o pachtu honiteb”. Státní honitby si mohly pronajímat výlučně lidové lovecké společnosti, o jejichž ustavení rozhodovaly místně příslušné okresní výbory a které měly přesně stanovené personální složení: polovinu členské základny museli tvořili místní zemědělci s nejvýše 20 ha orné půdy a druhá polovina členů měla vycházet ze zaměstnanců státních lesů a statků, dělníků, zaměstnanců, drobných živnostníků a „z lidově demokratických vrstev“.
Po přijetí zákonů o revizi pozemkového majetku, zestátnění majetku hlubocké větve Schwarzenbergů (č. 142 a 143/1947 Sb.), mohlo ministerstvo zemědělství vypsat přihláškové řízení pro příděl lesů (do 30. dubna 1947). Žádat o příděly lesů mohly pouze obce, lesní družstva (tvořená obcemi nebo sestávající ze zemědělců osídlenců), stát a okresy pro veřejné účely. Po dosažení kompromisu ve vládě byl nakonec přijat zákon č. 225/1947 Sb., o myslivosti. Právo myslivosti bylo nadále spjato jen s vlastnictvím honebních pozemků. Zákon navíc překvalifikoval myslivost ze záliby, zábavy či sportu na hospodářskou a kulturní hodnotu a zároveň odvětví zemědělské a lesní výroby. Stanovil nejnižší výměru společenstevní honitby (150 ha) a vlastní honitby (200 ha), nájemní dobu honitby na nejméně šest let a u honiteb se zvěří spárkatou nejméně na devět let, schvalování nájemních smluv svěřil do rukou okresních národních výborů. Podmínkou pro získání loveckého lístku bylo povinné členství v Československé myslivecké jednotě.

### Změny daňové soustavy – milionářská dávka
V květnu 1945 ČSR převzala daňový systém předmnichovské republiky. Nový „zákon č. 161/1945 Sb., jímž se mění některá ustanovení o dani důchodové” snížil zdanění práce přesčas a zákon č. 202/1946 Sb. práci přesčas ji od zdanění daně z přijmu zcela osvobodil. Největší spory v Národní frontě vyvolala tzv. milionářská daň a daň z přepychu, obě schválené ÚNS 31. října 1947. Během prvního schvalování komunisté svůj návrh neprosadili a na stránkách Rudého práva zahájili za prosazení milionářské daně útočnou kampaň, která jim pomohla získat na svou stranu vedení odborů, závodů a obcí. Po nátlakových akcích a za pomoci sociálních demokratů se jim nakonec podařilo „Zákon č. 134/1946 Sb., o dávce z majetkového přírůstku a o dávce z majetku (milionářská daň)” a „zákon č. 200/1947 Sb. o dani z předmětů zbytné potřeby (přepychová daň)” prosadit. Obě dávky měly spíše politický význam, vláda totiž musela nakonec uvolnit na škody způsobené suchem přibližně osmkrát více než činil výnos z obou dávek. Zákon č. 31/1946 Sb. obnovil na celém státním území daň z obratu a došlo též k dílčím změnám spotřebních daní.

## Rostoucí vliv komunistů
Komunisté postupně zvyšovali svůj vliv a připravovali se na úplné převzetí moci. Prostřednictvím ilegální vysílačky, umístěné ve vile Rudolfa Slánského přijímali pokyny z Moskvy. V prosinci 1945 vydal jasný pokyn: „S opozicí už nejednat. Opozici zničit!“ Nekomunističtí ministři neměli jasný plán dalšího postupu, mnozí z nich navíc vyznávali socialistické myšlenky a se Stalinem sympatizovali. Vláda byla sestavena tak, že v ní komunisté a jejich skrytí spolupracovníci ovládali klíčová ministerstva - vnitra, obrany, zemědělství i informací, a měli velký vliv na ministerstvu zahraničních věcí. Ministr zahraničí Jan Masaryk musel v OSN hlasovat podle sovětských pokynů.

### Nechanická aféra – předehra komunistického puče v únoru 1948
Ve východních Čechách, kde působila po zrušení zákazu Selských jízd Nejvyšším správním soudem nejaktivnější skupina Selské jízdy (Janákův východočeský sbor Selské jízdy), se měly 5. a 6. července 1947 konat tradiční jezdecké závody za účasti sborů Selských jízd z celé republiky. Místem konání se stala obec Nechanice nedaleko Hradce Králové. Organizátoři získali povolení jak místního národního výboru v Nechanicích, tak okresního národního výboru v Hradci Králové. Víkendové oslavy se nakonec proměnily v souboj mezi organizátory akce a bezpečnostními složkami státu pod patronátem ministerstva vnitra, řízeného komunistou Václavem Noskem.
Neuvěřitelná událost v Nechánicích. — Zemědělci ohrožováni automaty.
V Nechánicích na okrese královéhradeckém měly se konati 5. a 6. července jezdecké soutěže selské jízdy. Měl to být první podnik od doby nesvobody. Selská jízda však byla zmařena komunisty, kteří vystoupili proti ní neuvěřitelným a neslýchaným terorem. Třebaže místní národní výbor odhlasoval většinou hlasů pořádání selské jízdy, dostal okresní národní výbor v Hradci Králové příkaz ministerstva vnitra, aby tento podnik byl zakázán. Komunista Mucha, předseda ONV, poslal telegram min. vnitra, kde žádal o zesílení bezpečnostních opatření, když bylo určeno, že selská jízda se bude konat. Ministerstvo vnitra vyhovělo tomuto návrhu a byli zmobilisováni příslušníci SNB z pěti oblastí do Nechanic. Cesty do města byly uzavřeny a dokonce bylo zabraňováno i občanům, aby mohli navštívit bohoslužby v kostele. Příslušníci SNB zatlačili asi 150 jezdců stranou do lesa a Nechanice byly uzavřeny. Osm funkcionářů bylo zatčeno v Hradci Králové. Lze tedy spatřovat v tomto případě přímý útok komunistů proti zemědělcům. Je to porušení demokratických práv a zásah do občanských svobod.
Národní obroda, 08.07.1947
Do Nechanic byly vypraveny posily SNB z okolních stanic (z Jičína a Mladé Boleslavi po čtyřech desítkách příslušníků), posádky z Jičína, Kutné Hory, Mladé Boleslavi a Chrudimi střežily přístupové cesty do Nechanic. Další posily ve stavu pohotovosti se nacházely v okrese Litoměřice. Do Nechanic byl ministerstvem vnitra vyslán i speciální prapor SNB z Prahy v síle 200 mužů ozbrojený samopaly. Ještě před odstartováním zásahu 5. července večer policejní hlídka v obci Rybné násilně vysvlékla selské jezdce z krojů. V ranních hodinách 6. července se příslušníci SNB rozmístili na přístupových cestách, po příjezdu královéhradeckého oddílu SNB začali obsazovat i samotné závodiště, hlídky byly rozmístěny v ulicích a náměstí.
Deník ČSL «Národní obroda» referoval, „že všechny stanice SNB v dalekém okolí dostaly náhlý příkaz, aby se v neděli v 6 hodin dostavily v plné výzbroji na závody do Nechanic. Tisíce návštěvníků, směřujících k Nechanicím, s hrůzou zjistilo, že silnice jsou zataraseny autobusy přes cestu a ověnčeny řadami SNB se samopaly ostře nabitými a připravenými k palbě”.
Do Nechanic se dostavili také zahraniční novináři, kteří informovali své agentury o zdejších událostech. Zahraniční stanice vysílaly relace, v nichž Nechanice byly označovány jako obležené město. Dvěma novinářům byly odebrány aparáty při pořizování snímků vytlačování Selské jízdy ze závodiště. Závody ministerstvo vnitra skutečně zrušilo a po probíhajících intervencích nekomunistických poslanců povolilo pouze krátkou odpolední slavnost na náměstí, po níž byly uvolněny přístupové cesty a SNB se začala stahovat.
Selští jezdci se vztyčenými hlavami opouštěli na svých koních obec Nechanice. V 18.16 se náměstí definitivně vyprázdnilo. Pplk. Karel Macoun postupně odvolával jednotlivá bezpečnostní opatření. Oddíly příslušníků SNB (celkem se akce zúčastnilo 433 příslušníků, podle některých pramenů však až přes 900 – pravděpodobnější se však jeví odhad pohybující se kolem 500 ozbrojených mužů) odjížděly do domovských míst. Ve 21.00 opustili Nechanice pražští samopalníci a příslušníci SNB z Mladé Boleslavi a Jičína. Ve 23.00 obhlédl ještě naposledy pplk. Macoun situaci a odjel se zbytkem příslušníků SNB do Hradce Králové. Na místní stanici zůstala kromě obvyklého stavu ještě osmičlenná posila. Vzhledem k naprostému klidu byla tato skupina stažena do Hradce Králové dne 7. července 1947 v 7.30.
Zdeněk Jirásek: Nechanická aféra

### I. Světový festival mládeže a studentstva v Praze
I. Světový festival mládeže a studentstva, pořádaný Mezinárodní federací demokratické mládeže v Londýně, se konal v Praze ve dnech 20. 7. – 17. 8. 1947. Slavnostní zahájení proběhlo v pátek 25. 7.1 947 na sletovém strahovském stadionu. Vedle kulturních a sportovních akcí se mládež účastnila na brigádách Svazu české mládeže (stavbě dělnických domů v Horním Litvínově a Mostě, výstavby nových Lidic, zemědělských brigád atd.) Festivalu se neúčastnila lidovecká mládež ČSL a slovenská mládež DS (Odbor mladých demokratov, OMD), k čemuž předsedové obou mládežnických organizací dr. Bohdan Chudoba a dr. Pavol Haljan vydali prohlášení. Vyslovili v něm politování nad tím, že se mládež obou československých stran nemůže účastnit festivalu, ostatně tak jako křesťansko-demokratická mládež Francie, Belgie, Itálie, Holandska a vrcholná britská mládežnická organizace „SCOVYO” (The Standing Conference on Voluntary Youth Organisations, též SCOYO), jelikož jim pořadatelé neposkytli záruku, že festivalu nebude použito k jednostranné propagaci marxismu-leninismu. Po ukončení festivalu část americké delegace (11 účastníků) vydala se souhlasem ostatních amerických účastníků prohlášení, ve kterém mimo jiné řekla:
„My, podepsaní členové americké delegace na světovém festivalu mládeže věříme, že naše zkušenosti v Praze výrazné demonstrují velkou cenu mezinárodní výměny kultury a idejí jako prostředku k vytvoření vzájemného porozumění a míru. Oceňujíce možnosti festivalu litujeme, že americká delegace není skutečnou představitelkou americké mládeže. Organisace, které jsou zde zastoupeny a názory, které zde byly proneseny, mají tendenci více doleva, než organisace a názory velké většiny americké mládeže“... „Jsme přesvědčeni, že nynější vedení organisace, která uspořádala festival — Světová federace demokratické mládeže — je převážné komunistická a že tudíž politický program festivalu byl zaměřen v tom směru. Nicméně cítíme, že velká příležitost k shromáždění všech složek světové mládeže zrovna vyzývala k pokud možno největšímu podání amerického stanoviska. Má-li se státi světová federace demokratické mládeže zastupující federací světové mládeže všech národů, musí se přidat více nekomunistických složek. Doporučujeme, aby se všechny skupiny mládeže touto možností vážně zabývaly.“
Naše Demokracie, list československé strany lidové na jihozápadní Moravě, 29. 8. 1947
Americká informační služba vydala s prohlášením také popis průběhu, ve kterém vylíčila, vyhrožování a zastrašování amerických signatářů československým poručíkem M. Janíčkem. Ten nejenže vyžadoval vydání prohlášení a zjišťoval politickou příslušnost zúčastněných Čechů, ale v případě neuposlechnutí vyhrožoval zásahem policie.

## Vyvrcholení krizového roku 1947
Velmi suché léto 1947 vedlo k hospodářským potížím, rozrostl se černý trh, v Národní frontě sílily spory o orientaci státu a vlády. Komunisté se snažili diskreditovat slovenskou Demokratickou stranu a dosáhnout demise Sboru pověřenců (nakonec dosáhli aspoň parity). Agresivní postup komunistů nutně vedl k faktickému rozpadu fronty českých politických stran, vznikl blok národně socialistické, lidové a Demokratické strany, který přetrval až do únorové krize. Vedení ministerstva vnitra i Sboru národní bezpečnosti se už v několika posledních měsících před únorem 1948 snažilo o zpolitizování činnosti SNB a o zneužití platné legislativy proti odpůrcům Komunistické strany Československa (rozsáhlými organizačními i personálními změnami, zostřeným postupem bezpečnostních orgánů proti politickým oponentům KSČ).
V průběhu října 1947 započalo vedení Komunistické strany Československa připravovat mocenské nástroje k přechodu do tzv. ofenzívy a s tím spojenou reorganizaci SNB a bezpečnostních složek. Vrchní komisař Ministerstva vnitra (oddělení VII) Dr. Černý si u Zemského odboru bezpečnosti II (1945–1947) v Praze vyžádal všechen spisový a písemný materiál bývalého Kuratoria pro výchovu mládeže v Čechách a na Moravě, k jehož předání došlo 31. října 1947. Počátkem prosince 1947 dokončil ministr vnitra reorganizaci jeho rezortu. V čele nového odboru III „Bezpečnost“ (transformovaného ze „Skupiny bezpečnostní“) stál přednosta plk. gšt. Václav Janda; zástupcem přednosty a zároveň přednostou skupiny A Jindřich Veselý. Třetí odbor „Bezpečnost“ MV řídil: Hlavní velitelství Sboru národní bezpečnosti (plk. Oldřich Kryštof), Ústřednu státní bezpečnosti (přednosta JUDr. Jan Hora) a Kriminální ústřednu (JUDr. Josef Görner).
Do února roku 1948 rezonovaly ve veřejnosti dvě velké aféry z poloviny roku 1947; tzv. Krčmaňská aféra, kdy stopy při vyšetřování ministerstva spravedlnosti atentátů na tři nekomunistické ministry Petra Zenkla, Jana Masaryka a Prokopa Drtinu vedly ke komunistům, dále tzv. Mostecká špionážní aféra, při které se příslušníci StB vydávali za americké důstojníky. Dlouhodobé spory nakonec vyvrcholily třetím únorovým konfliktem kolem odvolání funkcionářů SNB. Politický spor kulminoval 13. února 1948 na 133. schůzi česko-slovenské vlády. Situace v resortu ministerstva vnitra se stala předmětem ostrého střetu ministrů demokratických stran s komunisty.

### Aktivizace informačních kanálů MV a Sboru národní bezpečnosti
Přednosta nově utvořeného III. odboru ministerstva vnitra pluk. štb. František Janda uvedl 17. února 1948 Oblastní úřadovnu státní bezpečnosti v Praze do stavu pohotovosti, přičemž mělo jít zejména „o zesílení ochrany předsedy vlády, ministrů vnitra a informací, dále zajištění osobní ochrany generálního tajemníka KSČ, ochranu budovy Čsl. rozhlasu a o zajištění nerušeného provozu vybraných telefonních ústředen”. Ráno 18. února 1948 došlo k zesílení ochrany budovy předsednictva vlády a 19. února 1948 vyhlásil ministr vnitra Nosek stupeň pohotovosti „ALFA“. Z rozkazu se tak měly do Prahy přesunout „útvary SNB Slovensko” a „pohraniční útvary 9600”.
Už po poledni 20. února 1948 zaslalo MV (sektor III-Aa) všem zpravodajským orgánům šifrovaný radiogram, kterým nařídilo za účelem podávání zpráv o politické situaci (ve dne i v noci) zřízení stálé obsluhy dálnopisů. V 16.00 hodin oznámili ministři strany národně socialistické demisi, o hodinu později ohlásili demisi ministři slovenských demokratů a v 19.00 hodin ministři strany lidové. Už v 18.00 hodin vyhlásilo MV během porady okamžitou přísnou pohotovost Sboru národní bezpečnosti, což bylo všem podřízeným složkám SNB i bezpečnostním referentům okresních národních výborů po celém území ČSR předáno dálnopisem, následně obdrželo telegrafickou zprávu o přísné pohotovosti také místní velitelství SNB Praha, které obeslalo všechny své stanice a velitelství SNB. Došlo k přezkoušení veškerých spojů a ve stavu pohotovosti se nacházela též motorová vozidla.
Bezpečnostní referáty Zemských národních výborů a úřadovny SNB v Praze, Plzni, Liberci, Brně a Olomouci obdržely v osm hodin večer od oddělení MV III/1 telefonický pokyn ke sledování tisku národních socialistů, lidovců a slovenských demokratů, zejména články s pobuřujícím a protivládním obsahem měly být okamžitě hlášeny MV. Místní velitelství SNB v Paze krátce nato zřídilo první pohotovostní oddíl o pěti důstojnících a stovce gážistů, vyzbrojený puškami a obušky, po půlnoci obdržel III. odbor ministerstva vnitra a Zemské velitelství SNB Praha hlášení o dosažení pohotovosti MV SNB v síle 124 důstojníků a 1 859 gážistů; o něco později se k nim připojilo i 231 členů kriminální služby a 120 příslušníků složky Státní bezpečnosti. Během 22. února 1948 se počty příslušníků SNB v Praze navýšily na 134 důstojníků a 2 116 gážistů.

### Zneužití Sboru národní bezpečnosti
Rozkaz ke střežení důležitých objektů podle „poplachového plánu“ z 19. února 1948 přišel 23. února 1948 ve čtyři hodiny a po dvou hodinách zahájili příslušníci vybraných útvarů SNB jejich ostrahu. Podle výnosu MV byla zakázána hromadná veřejná shromáždění (např. shromáždění národních socialistů). Před polednem zahájilo na příkaz Ústředny státní bezpečnosti osmdesát příslušníků SNB prohlídky ústředního sekretariátu národně socialistické strany v Praze I., na náměstí Republiky a krajského sekretariátu v Praze XII. Ve 14.00 hodin dorazila do Prahy posila 28 důstojníků a 861 gážistů „pohraničního útvaru 9600”.
Hlídka SNB zasahovala 23. února odpoledne na Náměstí republiky, kde se začal vytvářet shluk občanů. Také před sekretariátem se odpoledne sešlo kolem 500 osob, které se připojily k demonstrujícímu průvodu na Hrad, čímž průvod nabyl na síle asi 2 000 osob. Pořádkové složky SNB demonstranty tlačily k nábřeží, kde je pak rozptýlily. V odpoledních hodinách provedla Oblastní úřadovna státní bezpečnosti v Praze celkem 34 prohlídek různých pražských sekretariátů (např. národních socialistů, Svazu brannosti, sociálních demokratů), zakázán byl též veřejný projev okresního výboru národně socialistické mládeže v Praze XV. Čs. strana lidová a Ústřední svaz lékárníků pod tlakem situace raději své manifestační akce odvolaly. Debatující hloučky lidí ve vnitřní Praze se podle hlášení rozešly po desáté hodině večer, asi 50 osob postávalo před sekretariátem ČSD a před půlnocí demonstrovalo stále ještě asi 4 000 osob na Václavském náměstí před budovou Melantricha. Po zásahu bezpečnostních složek byl hlášen MV v Praze klid.
Vzhledem k tomu, že se ve dnech 24. a 25. února 1948 konaly komunisty organizované akce (generální stávka, manifestace na Václavském náměstí, pochod LM večerní Prahou), zasahovaly asistenční oddíly SNB proti demonstrantům (zejména studentům) na Václavském náměstí, před budovou Čs. rozhlasu, u Obecního domu, v Železné, Pařížské, Opletalově, Nerudově ulici, na Pohořelci, Malostranském i Karlově náměstí, aby nedošlo ke střetu s demonstranty. Dne 27. února 1948 byly nasazeny odpoledne dvě čety SNB k rozehnání studentských skupin u Vysoké školy obchodní v Horské ulici, stejně jako u strojní a elektrotechnické fakulty na Karlově náměstí, právnické fakulty v Pařížské a filozofické na Smetanově nábřeží, kde se plánoval na příští den demonstrativní pohřeb za účasti veškerého studentstva. Úmrtí postřeleného studenta Josefa Řehounka během demonstrace směrem na Pražský hrad 23. února se ukázalo nakonec jako fáma. Přesto byl student už po dobu hospitalizace hlídán bezpečností. V den projevů vládních a stranických činitelů a pochodu oddílů SNB Prahou 28. února 1948 již nedošlo k žádnému „narušení klidu” a pohotovost SNB byla ukončena 29. února 1948 ve 13. hodin.

### Zřízení a vyzbrojení Lidových milicí
Již počátkem února 1948 zřizovaly z rozhodnutí ÚV KSČ stranické organizace v závodech tzv. strážní oddíly, složené z komunistů a jejich sympatizantů a rekrutujících se především z příslušníků Závodních milicí. Dne 21. února 1948 zřídil ÚV KSČ z těchto strážních oddílů Lidové milice (dělnické milice). Velitelem hlavního štábu LM v Praze byl ustanoven Josef Pavel, zástupcem velitele František Kriegel, politickým komisařem Josef Smrkovský, 22. února 1948 se na ÚV KSČ sešla za účelem vyzbrojení členů LM organizační komise a 23. února 1948 nechal ministr vnitra Václav Nosek dovést do Prahy z brněnské Zbrojovky 10 000 pušek a 2 000 samopalů a zatím neozbrojení milicionáři začali posilovat hlídky SNB. V dopoledních hodinách 25. února 1948 obdržely LM 6 000 pušek a ke každé deset nábojů. Ve večerních hodinách pochodoval již ozbrojený útvar dělníků o síle 6 000 mužů Prahou.

### Zavedení výjezdních doložek k cestovním pasům
Počínaje dnem 23. února 1948 začaly platit pro výjezd z Československa tzv. výjezdní doložky, vydávané ministerstvem vnitra ke všem druhům cestovních pasů, které MV udělovalo jen při naléhavých cestách státního zájmu nebo neodkladných obchodních cestách. Cizincům pobývajícím v ČSR přestala být udělována návratná víza.
...jest žádat písemným podáním opatřeným kolkem za 12 Kčs, ve kterém jest uvésti:
1. Jméno, data narození, byt žadatele a přesné sdělení o zaměstnání žadatele.
2. Číslo cestovního pasu, místo vydání, dobu platnosti cestovního pasu a jeho rozsah.
3. Kam hodlá žadatel cestovat s přesným uvedení účelu cesty.
4. Jak může žadatel doložit nebo odůvodnit nutnost cesty.
5. Na jakou dobu žadatel odjíždí do ciziny.

Žádost je podle možnosti předkládat osobně, při čemž je nutno, aby k žádosti byl současné připojen za účelem opatření pasu výjezdní doložkou tento cestovní pas. Je-li zaslána žádost s cestovním pasem písemnou cestou, je ji řídit přímo ministerstvu vnitra, oddělení III 6 a připojit současně ve známkách poštovné k doporučenému vrácení žadateli.
Svobodné noviny, 24.2.1948, s. 3
Dne 29. července 1948 uveřejnilo Rudé právo, že ministerstvo vnitra s ohledem na rychlou konsolidaci vnitrostátních poměrů zrušilo výjezdní doložky pro držitele nově vydaných československých národních a prozatímních cestovních pasů nebo prodloužených po 15. červnu 1948. Pro držitele čsl. národních cestovních pasů vydaných nebo prodloužených před 15. červnem 1948 zůstávala povinnost výjezdních doložek v platnosti.

### Cenzura
Dne 23. února 1948 vydalo oddělení III/1 a III/4 ministerstva vnitra oběžník, který nařizoval, aby proti časopisům, obsahujícím hrubé útoky na Sbor národní bezpečnosti bylo zakročeno zabavením tiskovin. Následně Správní úřady národní bezpečnosti upozornily všechny tiskaře ze svého obvodu, že jsou povinni včas předložit výtisky veškerých tiskovin. Zahraniční tisk sbíralo v Praze nakladatelství Orbis a v Bratislavě firma Journal, kde byly „závadné” zahraniční výtisky vyřazovány z prodeje. V hledáčku MV se objevila tisková služba velvyslanectví Spojených států amerických a její publikace „USA – americká informační služba“. Od 26. února 1948 předkládali všichni kabaretní podnikatelé v obvodu Velké Prahy texty programů, z kterých musel být vyloučen politický obsah, úředníci dbali zejména na zadržení „jakékoliv extempore, která by ohrožovala vážnost politických změn”.
Politický systém Národní fronty zůstal formálně zachován. KSČ se sloučila se sociálně demokratickou stranou. Formálně si komunisté nechali potvrdit převzetí moci v květnových volbách 1948 (nebylo možno volit strany, jen jednotnou kandidátku, volby nebyly tajné). Prezident Beneš abdikoval začátkem června 1948. Komunisté zcela ovládli dění ve státě a přechod Československa do bloku zemí se socialistickým režimem byl dokončen.
Únor 1948 nebyl v žádném případě radikálním zlomem, odvržením a popřením báječných předcházejících časů, jež s ním neměly nic společného, tečkou za třemi léty svobody a demokracie. Mnohem spíše než o tečku šlo o dvojtečku, pokračování věty rozepsané buď v roce 1945 či dokonce na přelomu 19. a 20. století (nebo snad ještě dřív?), za níž se sice objevují některé dosud neznámé výrazy, ale kde se také opakují či více zdůrazňují termíny dobře známé a již dříve užívané.
Stanislav Balík: Únor 1948 – zlom nebo kontinuum?